# Mariano Salafranca
Mariano Salafranca Barrio (Madrid, 7 de octubre de 1878 - † México DF, 29 de junio de 1946) fue un militar español, con rango de coronel de Estado Mayor, y abogado. Hijo de Juan Salafranca Butigieg, contador de navío, y de Consuelo Barrio Ruiz-Vidal.

## Carrera militar
En 1894 entró en la Academia Militar, pero la repentina muerte de su padre en Puerto Rico, en la Navidad de 1895, le llevó a dejar los estudios y presentarse voluntario para el frente de guerra existente en Filipinas. Llegó a Manila, con 18 años recién cumplidos, en noviembre de 1896 y el 21 de enero de 1897 se embarcó para Calambá, declarado en estado de guerra, donde se incorporó al batallón al mando del general José Marina, perteneciente a la División del general José Lachambre, cuyas órdenes eran tomar el pueblo de Silang. 
El día 19 de febrero de 1897 se tomó el pueblo de Silang, pero en otra acción posterior en Dasmarinas del 25 de febrero, Mariano Salafranca resultó herido de bala en una pierna y fue dado de baja. Hasta el 4 de marzo de 1897 no pudo ser trasladado a Manila para su cura y recuperación, momento en que su tío, el general Ángel Aznar Butigieg, director de la Escuela Superior de Guerra, le reclamó desde España para que concluyera sus estudios. Cosa que hizo.
El 1 de junio de 1921 muere su hermano pequeño, el capitán Juan Salafranca Barrio, junto con casi toda su tropa, en la guerra del Rif, defendiendo una posición recién ocupada en el Monte Abarrán, cerca de Annual. Abandonados por el mando, en una posición que resultó ser una emboscada y con muy escasas fuerzas para poder defenderla, propiciando que fueran traicionados por el harka amiga de Tensamán —tribu local de Abarrán— y por varios de los policías indígenas, que acabaron disparando contra sus jefes, desde dentro de la posición.
 
Aunque fue heroicamente defendida, después de 4 horas de lucha, habían sido aniquilados sin ninguna otra opción posible. 

Fueron las primeras víctimas del llamado "Desastre de Annual". El capitán Juan Salafranca fue laureado a título póstumo y tratado de héroe nacional por la prensa. Su hermano Mariano, impactado por su muerte, solicitó destino en ese mismo frente.

El teniente coronel Mariano Salafranca compartía la idea de Millán Astray, de crear un cuerpo de choque de vanguardia como la Legión Extranjera francesa; pero Salafranca quería que fuera enteramente europeo y de élite.
Pudo llevarlo a la práctica en marzo de 1922, fecha en que se le confió el mando del Batallón Expedicionario de Navarra n.º 25 para operar en aquel frente occidental del Protectorado. 

El Batallón Expedicionario de Navarra n.º 25, con su jefe el teniente coronel Salafranca a la cabeza, tuvo varias actuaciones en primera línea de fuego, negándose a llevar fuerzas indígenas en vanguardia, que fueron muy elogiadas por el alto mando y prensa y premiadas con la Medalla militar.
Se le ofreció la jefatura del Grupo de Fuerzas Regulares Indígenas el 16 de noviembre de 1922, fecha en que cesó su jefe, el teniente coronel Rafael Valenzuela para hacerse cargo de la Legión, sustituyendo a Millán Astray. Sin embargo, Salafranca no quiso abandonar su proyecto inicial y no aceptó, siendo nombrado para el cargo el teniente coronel Claudio Temprano Domingo.
Coincidieron ambos jefes -Valenzuela y Salafranca- en la acción del 5 de junio de 1923 en el collado de Tizzi-Assa, donde Salafranca y su Batallón europeo tuvieron una brillantísima actuación en la toma de la loma de Peña Tahuarda que fue muy elogiada y simultánea y en apoyo a la realizada por la legión en la toma de esta misma loma y donde murió tiroteado su jefe el teniente coronel Valenzuela. En aquel trance, el teniente coronel Salafranca fue incorporando a sus filas a aquellos legionarios que fue encontrando desorientados sin mando en aquel sangriento asalto. 

El escritor Ramón J. Sender también estuvo como soldado en esta operación en Tizzi-Assa, escribiendo más tarde la novela Imán, donde describe el terrible ambiente allí vivido, aquel 5 de junio de 1923.
El teniente coronel Salafranca entonces sí solicitó sustituir al teniente coronel Valenzuela al frente de la Legión, al igual que otros jefes militares como el teniente coronel Martínez Monge, etc.; incluso Millán-Astray -que fue su primer jefe desde 1920- también lo solicitó, pero fue fulminantemente ascendido el comandante Francisco Franco a teniente coronel, para poder ser nombrado jefe de la Legión y se podría decir que por Real Decreto, pues es conocido que la voluntad del rey Alfonso XIII fue determinante en aquella forzada mutación en el escalafón. Se sabe que Mariano Salafranca tuvo un violento altercado con el entonces comandante Franco, en el que llegaron a las manos; probablemente motivado por las rencillas generadas por los últimos ascensos de Franco de la mano del Rey. 

En noviembre de 1923, poco después de la llegada de la Dictadura de Primo de Rivera, la Comandancia Gral. de Melilla instruyó diligencias contra Mariano Salafranca acusado de "haber pronunciado frases inconvenientes al actual gobierno", quedando posteriormente indultado; A continuación, a principios de 1924, fue destinado a la península, al regimiento de Segovia. En 1925 fue propuesto para el ascenso a coronel, por méritos; pero no le fue concedido y no ascendió a Coronel hasta 1930, por escalafón.
En 1931, en el último gobierno del rey Alfonso XIII, el presidente y ministro de Guerra Dámaso Berenguer le confió la Comandancia Militar de Ciudad Rodrigo.
El 15 de febrero de 1931 se proclama la Segunda República, por lo que los mandos militares con cargo debían pasar el trámite de prometer adhesión y fidelidad a la República, trámite que Mariano Salafranca eludió hacer. El nuevo ministro de Guerra le cesó de todos sus cargos el 16 de mayo de 1931, quedando en situación de disponible forzoso, siendo sustituido en la comandancia por el teniente coronel Julio Mangada. Dos meses después, El 9 de julio de 1931, Mariano Salafranca fue relegado al puesto de jefe del Centro de Movilización y Reserva nº 2 de Ciudad Real.

## Guerra Civil
El 18 de julio de 1936 estalla la Guerra civil y a Mariano Salafranca le sorprende en Madrid por la boda de su hijo mayor Juan, prevista para ese mismo 18 de julio y que tuvo que ser pospuesta. Su destino, en aquel momento, estaba en Ciudad Real, al mando del Centro de Movilización y Reserva n.º 2, que llevaba anexo el de Comandante Militar de Ciudad Real y máxima autoridad militar de aquella zona.
A pesar de sus diferencias con la República, Salafranca no se pasó al bando de los sublevados y el gobierno le destinó inmediatamente a Andalucía, haciéndose cargo de la organización de las fuerzas del frente granadino de Guadix, con la idea de desplazarlas para sitiar la sublevada ciudad de Granada y ampliarlas con refuerzos de Almería, para frenar el avance del ejército africano de Franco en Andalucía.

### Batalla de Talavera
En agosto de 1936 preocupado el Gobierno, por la defensa de Madrid, encargó la defensa de Talavera de la Reina al africanista general José Riquelme y López-Bago, para así frenar a la Columna Madrid de los sublevados, también experimentados africanistas al mando de Yagüe. El general Riquelme llegó el 22 de agosto de 1936 a Talavera, pero incapaz de organizarse con tan caóticas fuerzas, solicitó ser sustituido por el coronel Mariano Salafranca, que llegó el día 28 de agosto y asumió el mando el 31 de agosto.
El día 1 de septiembre el coronel Salafranca recibió refuerzos y el día 2 se produjo el choque entre ambas fuerzas. Yagüe llegaba con sus 3 temidas columnas de Castejón, Tella y Asensio Cabanillas sobre Talavera, pero la notable defensa republicana ayudada por la aviación, controló la difícil situación. 

El 3 de septiembre de 1936, la aviación del bando nacional, en una acertada incursión destruyó varios aviones republicanos en tierra, lo que dio la vuelta a la hegemonía en el aire. Las Columnas atacantes de Yagüe, llegaron por el suroeste de Talavera y practicaron una hábil maniobra envolvente, desbordando a los defensores por el Norte de la ciudad.
La columna de Castejón entró por la parte más Sur, por la carretera de Calera y fue el primero en atacar frontalmente, después Tella, un poco más al Norte y después Asensio Cabanillas, que entró por el Norte y fue el primero en conseguir romper el cerco y entrar en la ciudad.
En el informe posterior del bando defensor, el coronel Salafranca escribió: "Fue en este momento, al huir estos defensores del norte de la ciudad, lo que llevó a pensar a las trincheras del Sur, que podían estar rodeados, comenzando así la huida que se convertiría en masiva desbandada. Eran las 13 horas".
Se declaró el pánico en las filas republicanas y el ejército franquista tomó definitivamente Talavera el mismo día 3 de septiembre, hacia las dos de la tarde. Esta derrota en Talavera hizo caer al gobierno de José Giral que fue relevado por Largo Caballero.

El 4 de septiembre Largo Caballero le quitó el mando al coronel Salafranca en favor del coronel José Asensio Torrado, al que nombró General. Salafranca, humillado, se retiró —-Según narra Ricardo de la Cierva en "Historia de la Guerra Civil". Editada en 1986— 

A pesar de que el nuevo Gobierno le retiró su confianza y le quiso procesar por el fracaso en Talavera, finalmente Salafranca no fue procesado, gracias a que fue defendido en las altas instancias por el ministro del nuevo Gobierno, Indalecio Prieto, que estuvo informado desde el primer momento de lo ocurrido en Talavera por el propio Mariano Salafranca, al que conocía.
En el informe sobre la pérdida de Talavera que el coronel Salafranca elaboró el 7 de septiembre para el ministro Juan Hernández Saravia, se describe un escenario en el que llegado el momento de la lucha, el pánico al enemigo hizo abandonar sus puestos a algunos, contagiando al resto, huyendo finalmente, masiva y desordenadamente todos. Textualmente dice:: "Las Fuerzas huyen en desbandada, en retirada, o por mejor decir en vergonzosa huida que no se debía al empuje enemigo, sino a la carencia absoluta de espíritu y moral". En este informe también recalca el nefasto papel que hizo el tren blindado y su dotación, que les mandó el Gobierno como refuerzo especial y que fue incapaz de cumplir correctamente ninguna orden y fue especialmente grave su desobediencia de contraatacar en la mañana del día 3 de septiembre, huyendo su dotación entre los civiles.
La batalla de Talavera de los días 2 y 3 de septiembre de 1936, está considerada como una de las más brillantes de la Guerra civil española, dada la calidad demostrada por los jefes militares de ambos bandos. Según escribe el coronel Martínez Bande en “La Marcha sobre Madrid”, de 1982.
Existe una interesante serie fotográfica de los últimos días de agosto de 1936 en el campo de aviación de Talavera, realizada por el célebre fotógrafo 'Alfonso', con algunas fotos del coronel Salafranca con el ministro de Instrucción Pública Francisco Barnés y el Gral. Riquelme. 

Tras la derrota en Talavera, Salafranca ya no quiso más mandos en el frente, aunque fue forzado a retomar el mando del frente de Guadix, en el que comenzó al iniciarse la guerra.

### Ejército del Sur
El 1 de noviembre de 1936, el coronel Salafranca tenía bajo su mando las columnas de Granada, Cartagena, Murcia y Almería: 6.105 hombres, 11 piezas ligeras y 8 morteros. Según escribe Martínez Bande, en su obra "Campaña Andaluza".
El 15 de diciembre de 1936, Largo Caballero manda reorganizar el Ejército del Sur en tres sectores: Málaga, Granada y Córdoba. Da el mando del sector de Granada al coronel Salafranca, con cuartel general en Iznalloz. El mando de Málaga al coronel Hernández Arteaga y el de Córdoba al coronel Juan Hernández Saravia. Todos bajo el mando provisional del general Martínez Monje, con residencia en Jaén.
El 9 de febrero de 1937 llegó el coronel Salafranca a Almería, enviado por Largo Caballero para saber que estaba ocurriendo allí, debido a las alarmantes noticias del abandono de la ciudad de Málaga por parte del coronel Jose Villalba Rubio, lo que permitió que el 8 de febrero, la columna del duque de Sevilla —el coronel Francisco Borbón— y la columna italiana de Guassardo, entraran en Málaga. Continuaron hasta Vélez-Málaga sin apenas resistencia, llegando el 10 de febrero hasta Motril, donde ya no pudieron seguir avanzando, por llegar en esa fecha los refuerzos del coronel Salafranca desde Almería que envió el gobierno y que pararon el avance costero de los italianos. El 15 de febrero de 1937, la situación se había controlado y el coronel  Jose VillalbaRubio  retomó el mando del sector, aunque con una gran merma sufrida en su territorio.
En marzo de 1937, Mariano Salafranca consigue alejarse del frente, como deseaba y figura como agregado de Estado Mayor al ministerio de Guerra de Largo Caballero en Valencia. En noviembre de 1937 el coronel Salafranca visita en Barcelona al presidente del Parlamento Diego Martínez Barrio y días después deja la jefatura del ejército de Andalucía y pasa a situación de disponible forzoso en Barcelona. Se quedó en Barcelona el resto de la guerra, en algún cargo con dependencia directa del entonces presidente de las Cortes Diego Martínez Barrio, a juzgar por las frecuentes reuniones que tuvieron en su despacho del Parlamento catalán hasta enero de 1939.

## Exilio
Al término de la guerra, Mariano Salafranca fue a Valencia desde Barcelona, para embarcarse para Francia. Allí se instaló en un pequeño hotel de Perpiñán desde abril de 1939 y desde allí vivió las vicisitudes de la ocupación nazi del Norte y Oeste de Francia de 1940, hasta que el gobierno republicano en el exilio consiguió acordar la acogida de sus exiliados en México. El 19 de octubre de 1941 Mariano Salafranca se embarcó en Marsella para ir a Orán y desde allí fue en ferrocarril hasta Casablanca donde debería esperar a que llegara su barco desde Lisboa. 

El 31 de octubre de 1941 salió de Casablanca en el barco portugués "Quanza" que le llevaría a él y a otros 341 exiliados más, a Veracruz en (México), haciendo escala en las Bermudas y La Habana. Llegó a Veracruz el 19 de noviembre de 1941 y de ahí fue llevado en coche particular hasta México DF.
La película Casablanca, dirigida en Hollywood en 1942 por Michael Curtiz con Ingrid Bergman y Humphrey Bogart, recrea el ambiente de aquella Casablanca llena de gente que huye por diferentes motivos y que esperan y desesperan. Parte del equipo de rodaje —figurantes y algún operario— estaba formado por europeos que acababan de huir de esta manera de la ocupación nazi y en el rodaje de la escena en que cantan la Marsellesa, contagiados, acabaron cantando todos con los actores y muchos acabaron llorando.
Mariano Salafranca Barrio llegó a México en noviembre de 1941 y murió allí 5 años más tarde, el 29 de junio de 1946 de una enfermedad pulmonar. En la reorganización del ejército republicano en el exilio, en 1946, llevada a cabo desde México por el ministro de Defensa Juan Hernández Saravia, Mariano Salafranca fue nombrado uno de los cuatro jefes de Estado Mayor de la sección americana, poco antes de morir. Aunque siempre deseó regresar a España y reunirse con los suyos, en México descubrió un país maravilloso que siempre recomendó a sus hijos, tanto para visitar como para hacerse un futuro nuevo.

### Escritos y documentos
- El 7 de agosto de 1936 está fechado el informe: "Documentación sobre la actuación de la Columna que al mando del coronel Salafranca, operaba en Talavera de Tajo". Es un informe de 12 páginas que realizó Mariano Salafranca para el ministro de la guerra Juan Hernández Saravia, en el que, cuatro días después del suceso, da explicaciones de los motivos de la pérdida de Talavera y cuyo original se encuentra en el Pabellón de la República de Barcelona.
- El titulado "Informe sobre la situación político-social de los frentes y medidas urgentes para evitarlo". Fechado el 21 de julio de 1938 en Barcelona, fue realizado por encargo de Diego Martínez Barrio.
- El Prólogo del libro Guerra en España (1936 a 1939) de su colega el coronel Jesús Pérez Salas, que fue editado en México en 1947. Fue el último escrito de Mariano Salafranca y está fechado el 18 de mayo de 1946, mes y medio antes de morir.

- Datos: Q5997937